# Langue étrangère
Langue Étrangère è un film del 2024 scritto, diretto e montato da Claire Burger.

## Trama
La diciassettenne francese Fanny va in Germania per un programma di scambio e qui conosce Lea, la sua amica di penna. Per impressionare l'amica, Fanny reinventa il suo passato e la sua personalità.

## Produzione
Le riprese sono iniziate il 20 marzo 2023 e si sono svolte tra Lipsia, Strasburgo, la Sassonia e il Grande Est prima di concludersi il 6 maggio seguente.

## Distribuzione
Il film è stato presentato in concorso alla 74ª edizione del Festival internazionale del cinema di Berlino il 19 febbraio 2024 e verrà distribuito nelle sale francesi l'11 settembre dello stesso anno.

## Accoglienza

### Critica
L'aggregatore di recensioni Rotten Tomatoes riporta il 100% di recensioni positive, con un punteggio medio di 6,9 su 10 basato sul parere di cinque critici.

## Riconoscimenti
- 2024 – Festival internazionale del cinema di Berlino[5]
  - In concorso per l'Orso d'oro
  - In concorso il Teddy Award